# Шибаны
Шибаны — деревня в Юрьянском районе Кировской области в составе Медянского сельского поселения.

## География
Находится на правобережье Вятки на расстоянии примерно 16 километров на северо-запад по прямой от поселка Мурыгино.

## История
Известна с 1873 года, когда в ней (тогда Воробьевская или Шибановская) было учтено дворов 9 и жителей 72, в 1905 17 и 98, в 1926 23 и 107, в 1950 14 и 62 соответственно. В 1989 не было учтено постоянных жителей. 

## Население
Постоянное население  составляло 4 человека (русские 100%) в 2002 году, 2 в 2010.